# Biedermeier

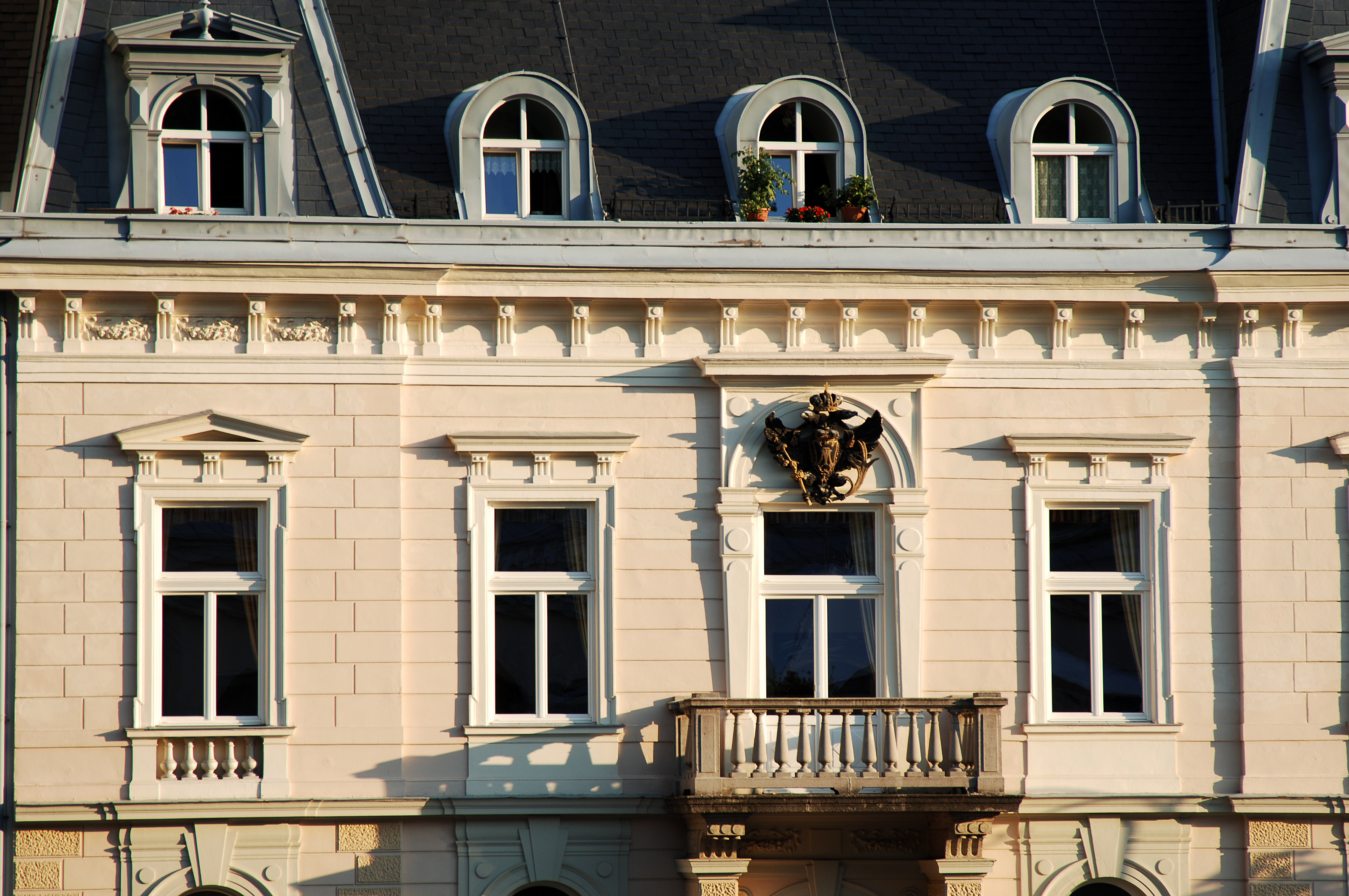
Voorbeeld van biedermeierarchitectuur

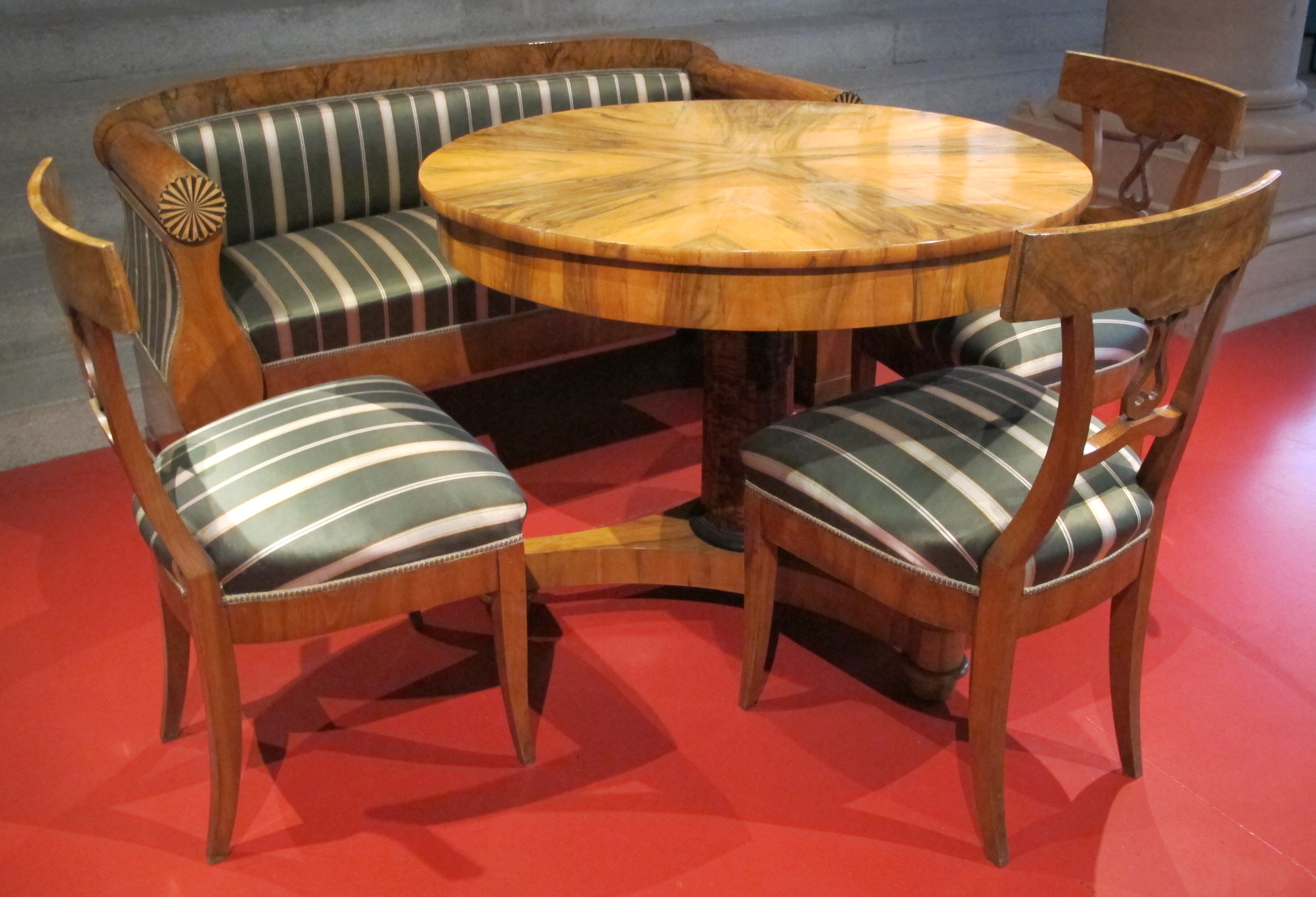
Voorbeeld van biedermeiermeubilair

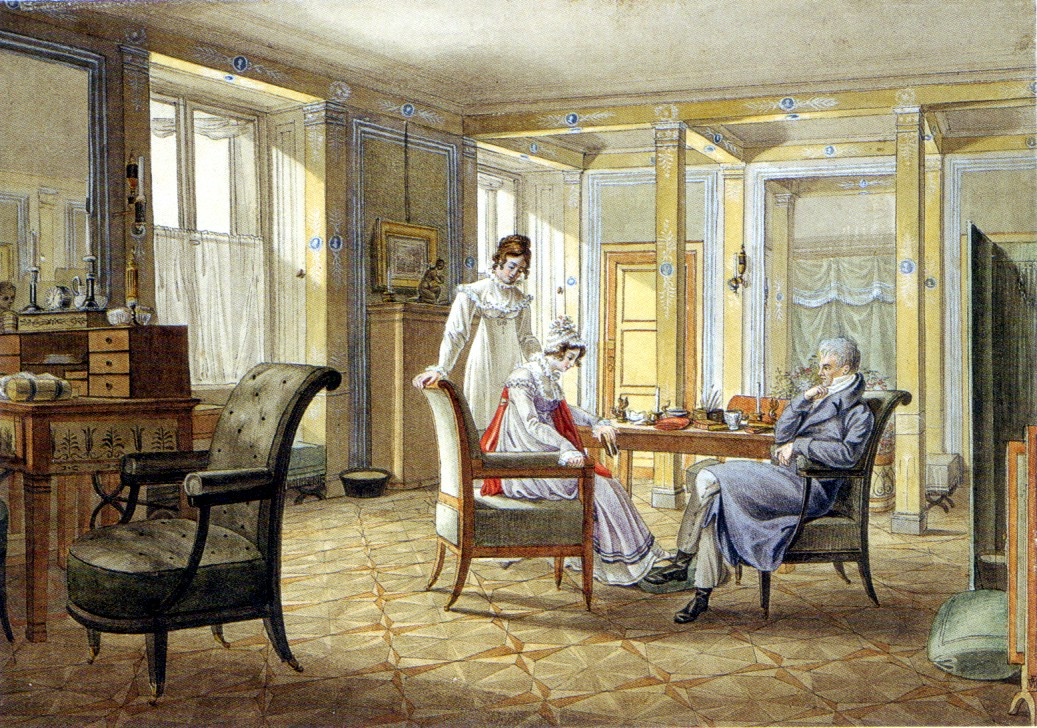
Genrestuk: Zimmerbild

De biedermeierperiode is een periode in de Duits/Oostenrijkse (kunst)geschiedenis die ruwweg liep van 1815 (het Congres van Wenen) tot het revolutiejaar 1848. Evenals in andere Europese landen was dit een periode van burgerlijke reactie en politieke restauratie.
De biedermeier was een reactie op de overladen empirestijl met zijn militaire, op de Romeinen geïnspireerde ornamenten. Na een revolutie en twee decennia oorlog verlangde men naar huiselijkheid, vriendelijke vormen en nationale ornamenten. Borduurwerk werd uitgevoerd in petit point, met bijvoorbeeld lieflijke bloemmotieven.
Waar in de empirestijl zwaarden werden gebruikt, ziet men in de biedermeier zwanen of een harp. Lichte houtsoorten komen in de plaats van verguldsel. Ook in de literatuur en de muziek treden gezelligheid en gevoel in de plaats van de heroïek en de grote gebaren van classicisme en de 18e-eeuwse romantiek.
Meubels in de stijl van de biedermeier zijn verfijnd uitgevoerd. Ze waren en zijn kostbaar.
De stijl was vooral bij de culturele elite en de hoven geliefd en heeft nooit een brede verspreiding gekend. Terwijl de biedermeier in Duitsland school maakte, werden tegelijkertijd de neostijlen populair: de empirestijl, (neo-)Louis XVI en een stijlnabootsing van de middeleeuwen, de neogotiek.
De term biedermeier wordt veel misbruikt voor overladen en weinig stijlvolle Victoriaanse meubels en wanproducten in neostijlen uit de eerste industriële meubelfabrieken.

## Biedermeier in de schilderkunst
In de schilderkunst van deze periode ziet men vooral genrestukken, familieportretten en landschappen.

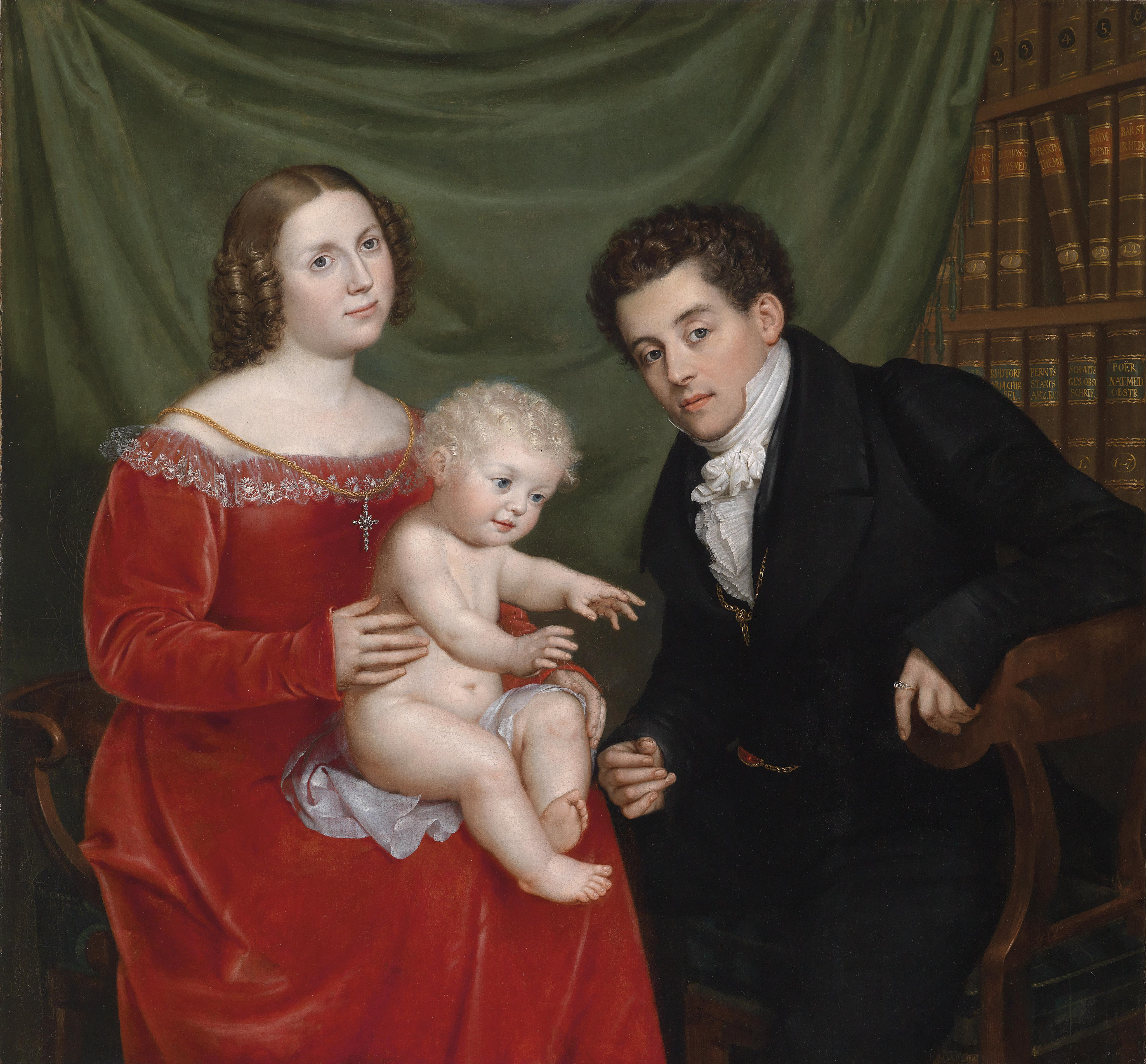
Josef Ziegler: Familie Sidorowicz, 1824
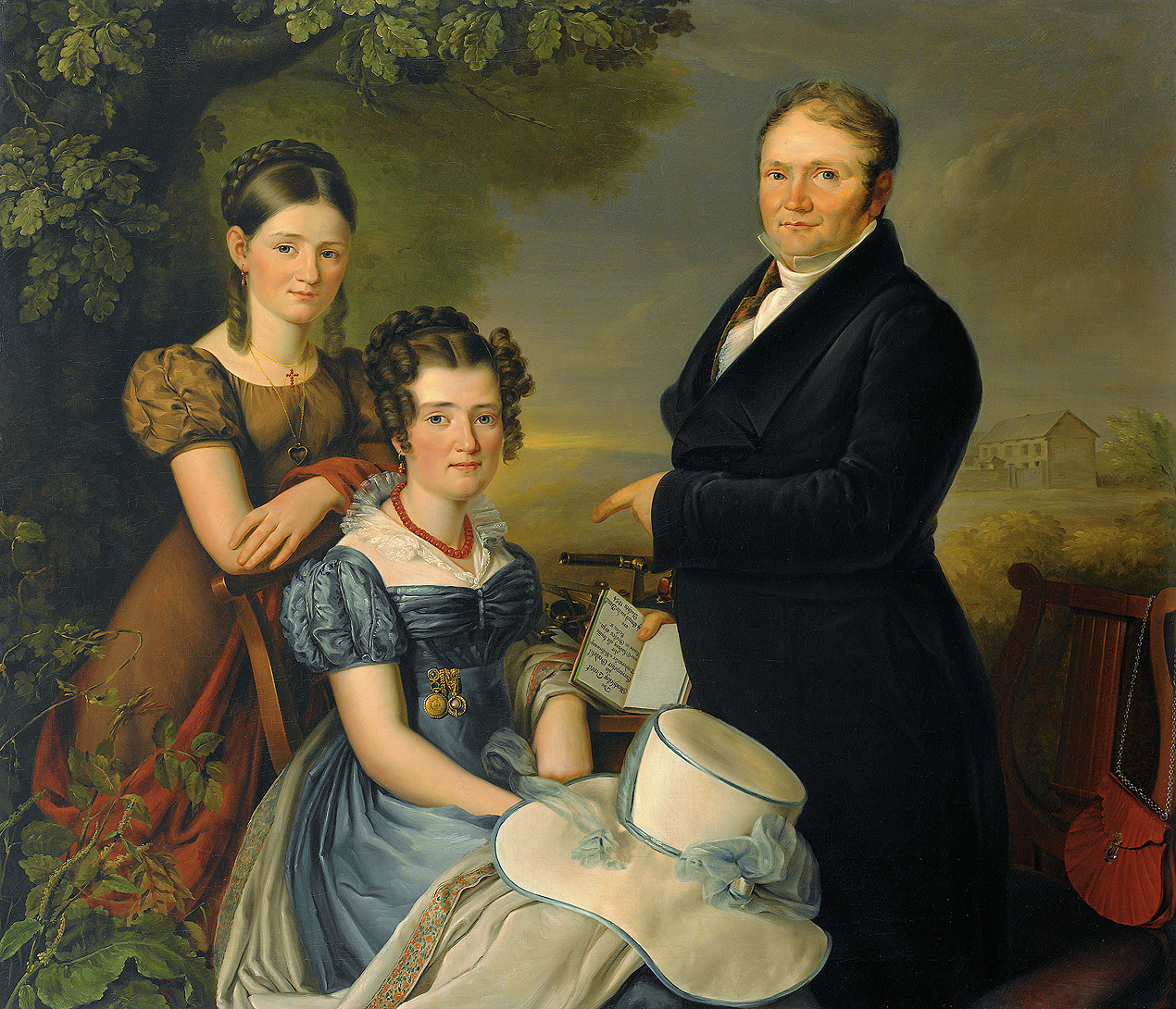
Karl Adolph Mende: Familie Vonderbank, 1824
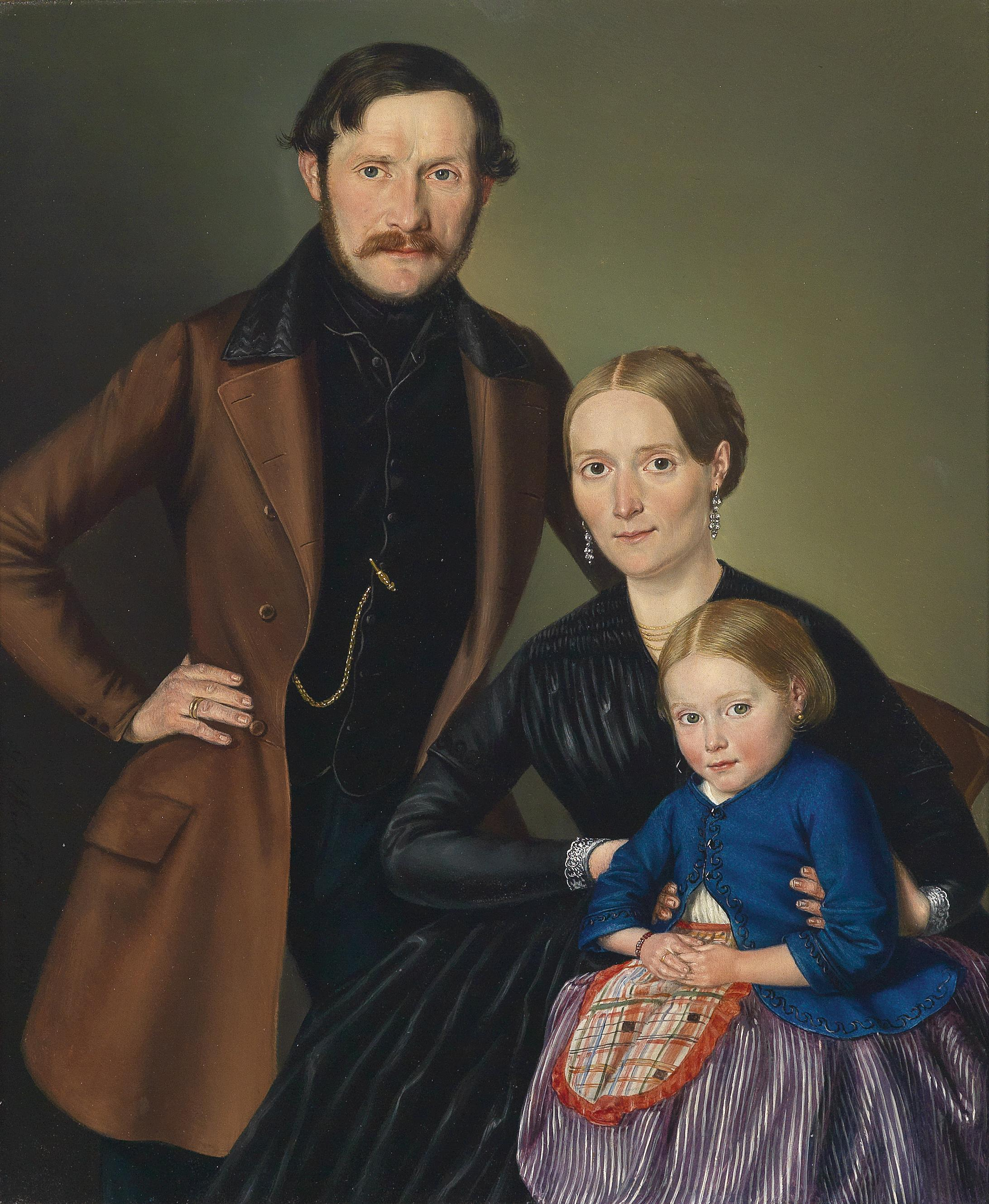
Georg Wachter: Familieportret, 1849
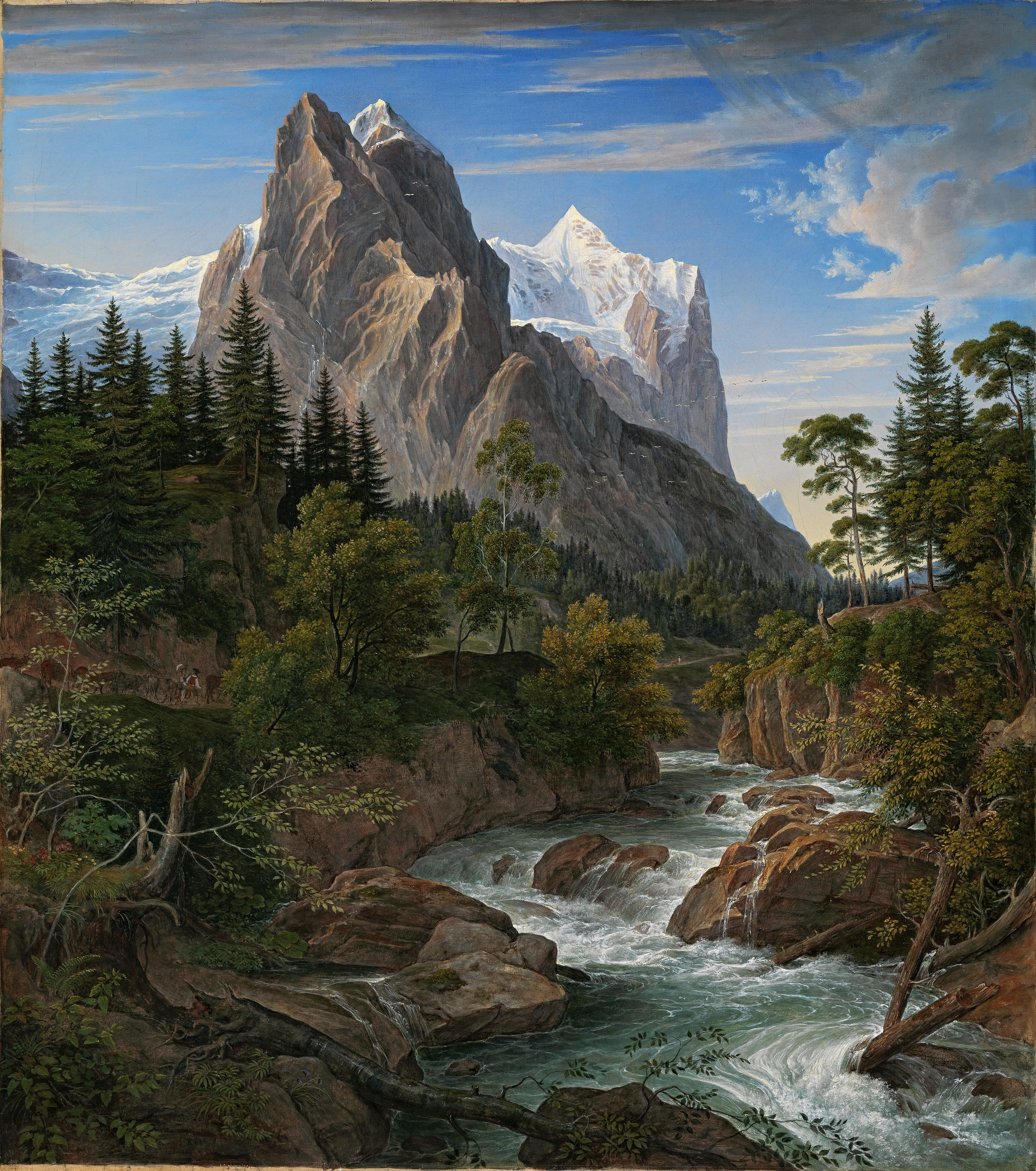
Joseph Anton Koch: Das Wetterhorn mit dem Reichenbachtal, 1824
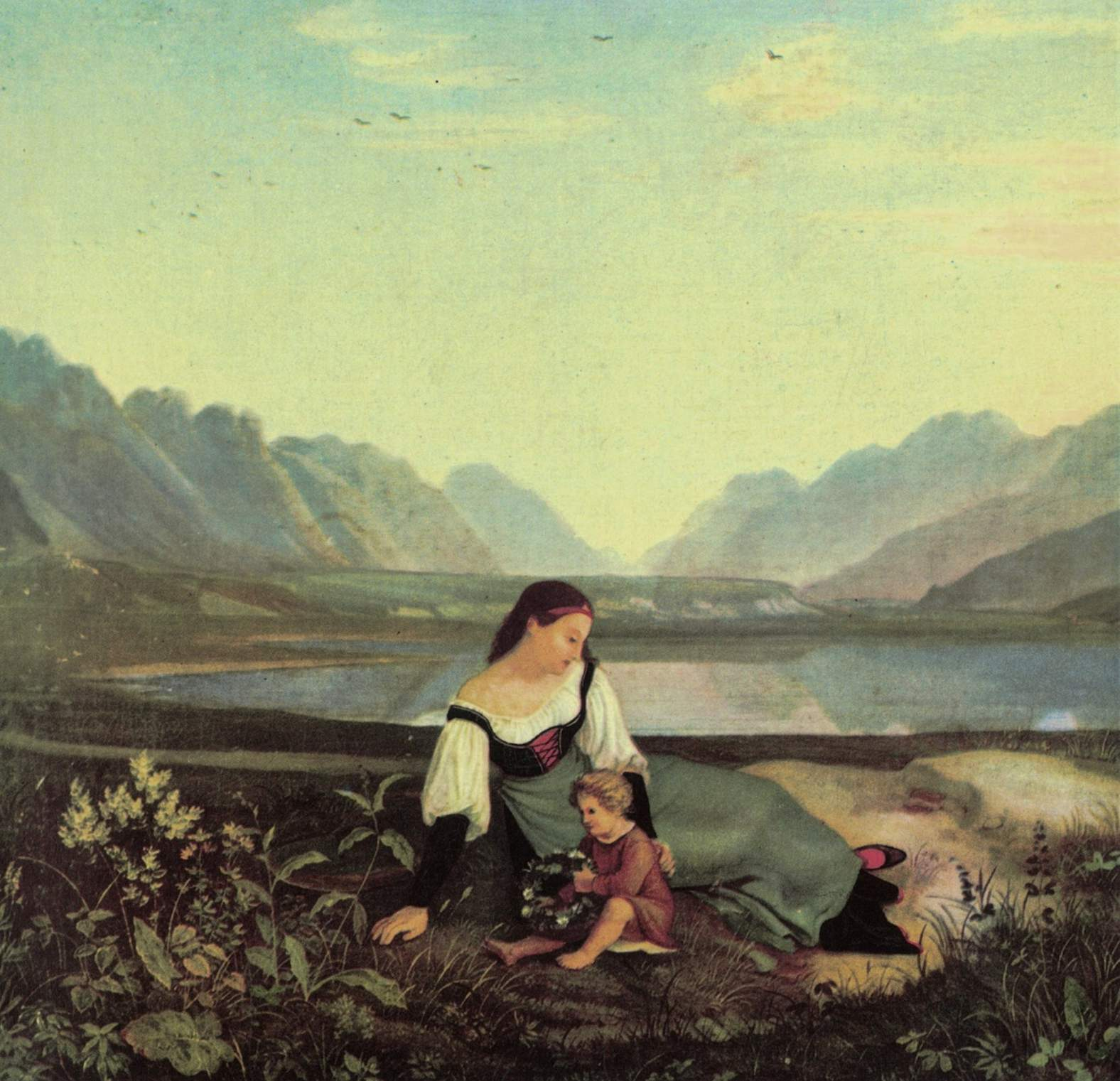
Adrian Ludwig Richter: Meisjes op de weide, 1823
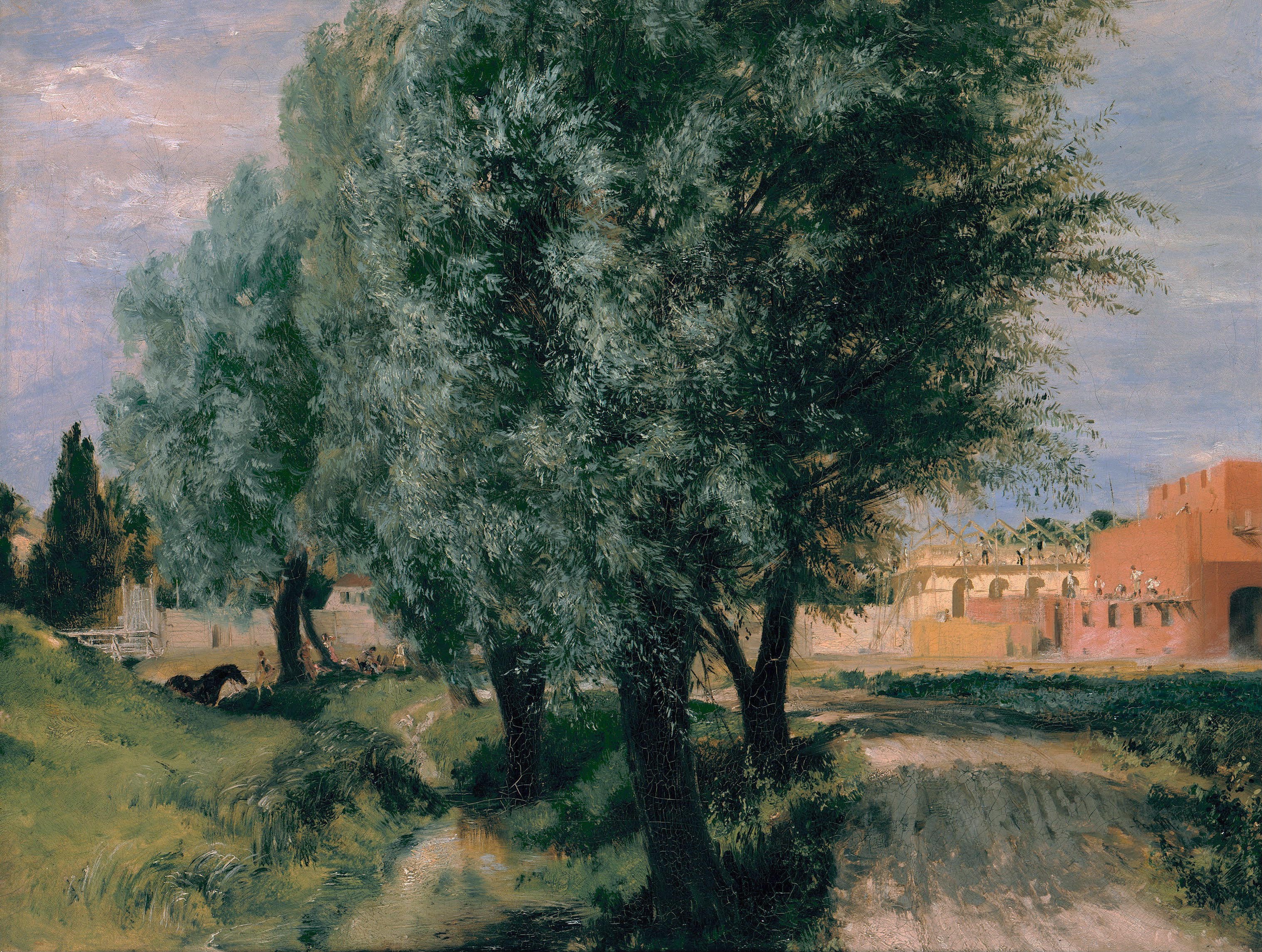
Adolf Menzel: Bouwplaats met wilgen, 1846

Peter Fendi was als schilder/kunstenaar een belangrijke persoon uit deze periode.

## Biedermeier in de literatuur
In de Duitse literatuur komt het burgerlijk sentiment tot uitdrukking in een vorm van escapisme.
In de Nederlandse literatuur mogen Piet Paaltjens en Hildebrand en zijn Camera Obscura, beiden gevuld met het knusse, gevoelige burgerbestaan en veel sentiment biedermeieristisch worden genoemd.
Bekende biedermeierdichters zijn Nikolaus Lenau (1802-1850), Eduard Mörike (1804-1875), Friedrich Rückert (1788-1866) en August von Platen (1796-1835). Bekende prozaschrijvers zijn Annette von Droste-Hülshoff (1797-1848), Adalbert Stifter (1805-1868), Jeremias Gotthelf (1797-1854) en Wilhelm Hauff (1802-1827).
De Oostenrijkse dramaschrijvers Franz Grillparzer (1791-1872), Johann Nestroy (1801-1862) en Ferdinand Raimund (1790-1836) zijn in meer of mindere mate tot de biedermeier te rekenen.
De bekendste componist van de biedermeier is Franz Schubert.
De Zwitserse schrijfster en kunsthistorica Gertrud Lendorff (1900-1986) schreef het radiohoorspel Vor 100 Jahren over het dagelijkse leven van een burgerlijke Bazelse familie in de biedermeierperiode.
- Gemeinsame Normdatei: 4006499-2
- Library of Congress Control Number: sh85013928
- Nationale Bibliotheek van Tsjechië: ph202889
- Nationale Bibliotheek van Israël: 987007284760705171